# Forte Bramafam
Il forte Bramafam è una fortificazione che si trova in Val di Susa, vicino a Bardonecchia (TO); eretto sul costone omonimo (1447 m.s.l.m.) al margine sud-orientale della conca di Bardonecchia, per estensione ed armamento può essere considerata la più grande opera fortificata di fine Ottocento delle Alpi Cozie.

## Storia
La fortificazione venne costruita tra il 1874 e il 1889 ed è una delle più grandi opere fortificate della fine del XIX secolo delle Alpi Cozie. È stato costruito per difendere la linea ferroviaria Torino-Modane e il traforo ferroviario del Frejus, inaugurati in quegli anni. Il forte, che all'apice della funzionalità contava più di 200 unità, controllava il paese di Bardonecchia e le valli della Rho e del Frèjus e teneva sotto tiro l'imbocco italiano del traforo ferroviario da possibili attacchi francesi.

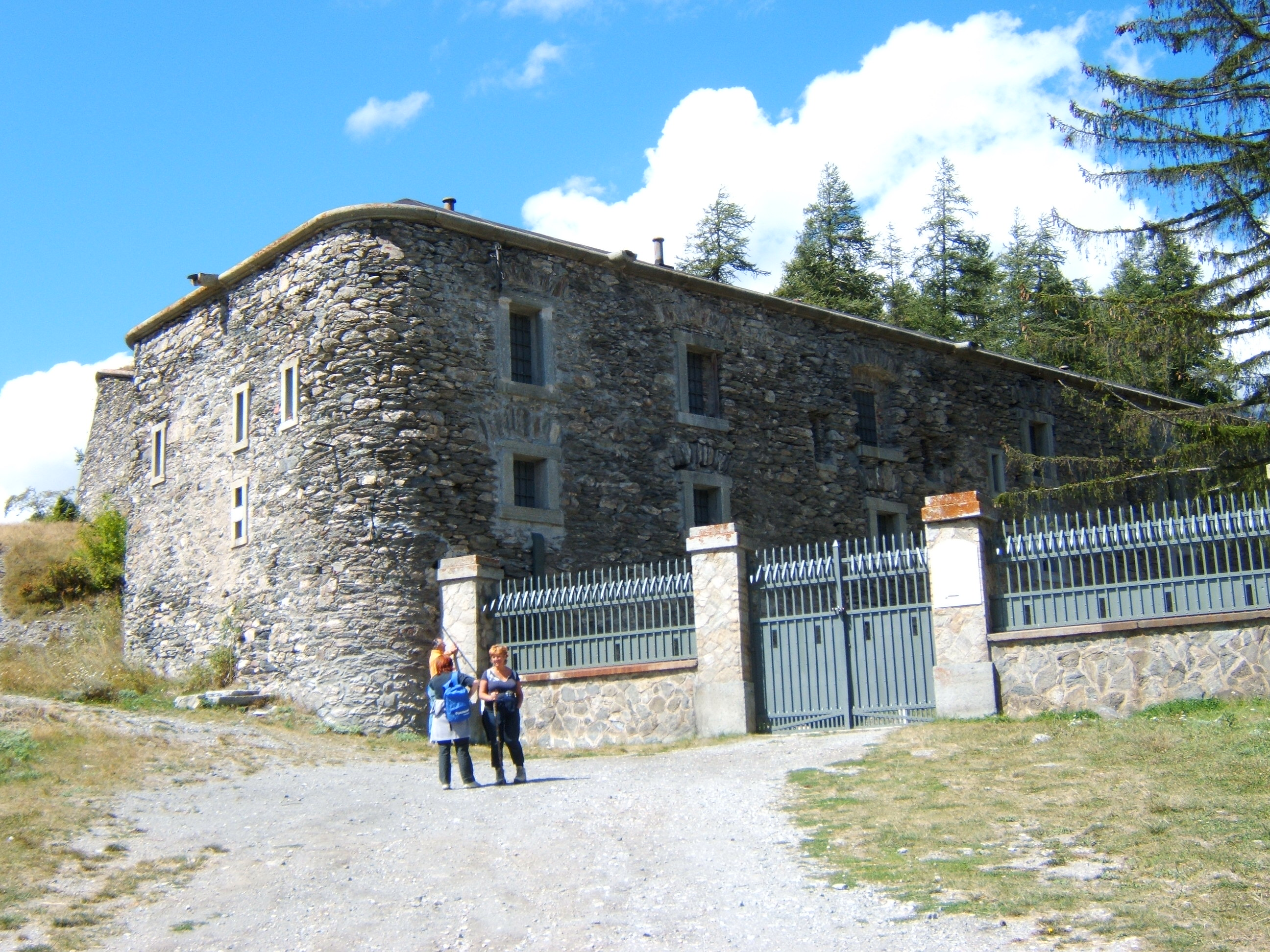
Entrata principale del forte Bramafam

In origine il forte, non ancora completamente sviluppato, aveva in dotazione 4 cannoni da 9 ARC Ret, disposti in barbetta, puntati contro l'imbocco del traforo ferroviario. Fra il 1883 e il 1889 assunse l'aspetto di un vero e proprio forte dotato di diversi tipi di artiglieria. Nel 1892 una relazione del Deuxième Bureau - il servizio di spionaggio francese - segnalava come il forte poteva definirsi ormai completo e che presto sarebbe stato dotato di artiglieria in cupola. Il Bramafam adottò infatti le prime installazioni corazzate impiegate dalle fortificazioni italiane. Si trattava di affusti corazzati, prodotti dalla casa tedesca Gruson di Magdeburgo, armati con un cannone 12 GRC Ret da 120 mm. L'opera disponeva anche di quattro torrette a scomparsa 5,7 cm Schnellfeuerkanone L/25: si trattava di una torretta metallica che normalmente aderiva con la superficie superiore al piano della copertura. Con un meccanismo a contrappeso la si poteva sollevare, far uscire la volata del pezzo, sparare e quindi farla tornare nella posizione iniziale; questi cannoni erano del tutto simili a quelli installati al Forte del Colle delle Finestre e al Forte Combe nei pressi di Giaglione). Inoltre vi erano anche 6 cannoni da 87B in barbetta, 2 cannoni da 15 GRC Ret ed altri pezzi pronti per essere posti in batteria qualora se ne fosse mostrata la necessità.
Disarmato parzialmente nel corso della prima guerra mondiale, il forte fu adibito a campo di prigionia per gli austriaci che lavoravano in zona alla manutenzione delle strade militari e della galleria del Fréjus. Negli anni Trenta l'opera venne integrata con la costruzione di due moderni centri di resistenza in caverna del Vallo Alpino del Littorio ed armata, oltre che dalle 2 torri 120/21, anche da una sezione di cannoni da 149/35 Mod. 1901. Nonostante fosse superato per concezioni tecniche, fu costantemente presidiato e armato. Il 21 giugno 1940, nel corso dell'offensiva italiana contro la Francia, il forte fu bersagliato dai tiri dell'artiglieria nemica e dalle bombe lasciate cadere da sette aerei francesi: i danni si limitarono però soltanto ad alcune strutture esterne.
Nel settembre del 1943 venne occupato da un piccolo presidio tedesco che, per timore di colpi di mano dei partigiani, minò accuratamente tutta l'area circostante. Fu abbandonato dagli ultimi tedeschi in ritirata solo la mattina del 27 aprile 1945. Cessate le ostilità, in ottemperanza alle clausole del trattato di pace, l'opera venne dismessa dall'Esercito e abbandonata al proprio destino (art. 47 del trattato di pace).
Il forte divenne poi un museo sede di mostre e di manifestazioni gestito dall'Associazione per gli Studi di Storia e Architettura militare di Torino (ASSAM). Attualmente sono stati recuperati oltre 6000 m². Gli allestimenti museali sono stati realizzati nella caserma ufficiali, nella caserma truppa, nell'area dell'atrio e del corpo di guardia, nella caponiera e nell'accesso ad una torretta da 57 mm. Una di queste torrette è stata rifatta e rimessa in sito a cura dell'associazione che gestisce la fortezza.

## Descrizione
L'opera occupa completamente lo sperone roccioso del Monte Bramafam, ha una forma irregolare e distribuita su più livelli di quota. Si compone del forte principale e dell'avanforte (che si protende al margine ovest della cresta). Si accede al forte tramite un cancello che immette su un piazzale sul quale si estende il retro del forte. Questo è una costruzione in pietra su due piani con le finestre e le feritoie incorniciate da pietre chiare squadrate. L'accesso al forte avveniva tramite un ponte levatoio su un fossato scavato davanti all'ingresso principale, alla sinistra del quale vi era una caponiera nella quale i fucilieri potevano controllare l'intero piazzale. Sul piazzale davano ancora alcuni magazzini di artiglieria.
All'interno del forte si ha un ampio cortile a nord del quale, in barbetta, erano schierati i 6 cannoni da 87B a coppie su 3 diverse piazzuole con riservette sotterranee e, fra la prima e la seconda piazzuola, una galleria conduceva ad una delle 4 installazioni a scomparsa per i cannoni Gruson da 57 mm. Le altre artiglierie come questa erano poste agli angoli perimetrali del forte. All'interno del forte, disposti sui due piani, vi erano gli alloggi per la guarnigione ed i locali tecnici, quali cucine, magazzini e riservette. Sempre all'interno del forte si dipartiva una galleria che conduceva alle due torri 120/21, poste al vertice occidentale della batteria, oltre le quali, sempre in galleria, si arrivava alla polveriera.
L'avanforte occupa tutto il roccione occidentale del monte ed era dotato di un altro cannone Gruson da 57 mm ed una postazione in barbetta per 2 cannoni da 15 GRC Ret che erano rivolti verso il Melezet e la Valle Stretta.